# インタータイトル

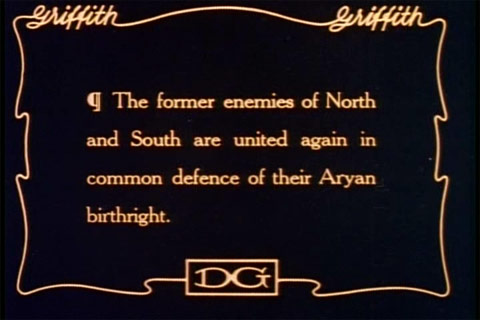
I『國民の創生』（1915年）のインタータイトルの例。

映画におけるインタータイトル (intertitle)、ないし、タイトル・カード (title card) 、中間字幕は、映像の様々な場面の途中に、編集によって挿入される、印字された文章を撮影したコマで、一般的には登場人物の台詞（ダイアログ・インタータイトル：dialogue intertitles）や、場合によっては映像としては映し出されない内容をも示す、説明文などが提示される。
インタータイトルは、サイレント映画の時代には単に「タイトル (titles)」と称され、ある程度以上の長さと複雑な内容をもった映画が制作されるようになり、映像の中で演じられ、描写された事柄について、その意味を明示するために会話や説明が必要になってくると、サイレント映画の根幹を成す要素であった。インタータイトルの最初期の使用例として知られているのは、1901年のイギリスの映画『Scrooge, or, Marley's Ghost』である。1929年に行なわれた、第1回アカデミー賞においては「最優秀タイトル賞 (Best Title Writing)」が与えられ、特定の作品は明示されなかったがジョセフ・ファーナム (Joseph Farnham) がこれを受賞した。しかし、トーキー映画の導入によって、インタータイトルの使用が一般的ではなくなっていく中で、以降のアカデミー賞ではこの賞が与えられることはなくなった。
現代の映画におけるインタータイトルは、詩文などのエピグラフ（題句）を提示したり、映画なり他の映像メディアの様々な単位による場 (acts) の区切りを、タイトル・カードによって明示するために用いられる。最も一般的な使い方は、歴史劇の終幕で、登場人物たちがその後どうなったかを説明するものである。
サウンドトラックの発展にともない会話を表示するものは早く廃れたが、物語を叙述する使用法は1930年代の遅い時期まで一般的に見受けられ、姿を消していく過程はゆっくりとしたものであったし、その後も表現手法のひとつとして用いられることがある。例えば、映画『Frasier』ではギミックとしてインタータイトルが用いられている。BBC のドラマ『Threads』は、（おもな舞台である）シェフィールド以外の遠隔地で起こる出来事について、場所や日時などの情報を提示するのにこれを使っている。NBCの刑事・法廷ドラマ『ロー&オーダー』では、次の場面の場所と日付を表示するのにインタータイトルを用いている。現代の映画作家であるガイ・マディン (Guy Maddin) は、古い映画のスタイルを創造的に流用することで知られており、インタータイトルを活用している。各地で制作されているクイズ番組などでは、アニメーションを盛り込んだインタータイトルを用いて、次の展開を導入する契機としている。
「インタータイトル」という表現は、トーキー映画の出現よりかなり後になってから、学術的用語として生み出されたものである（字幕、en:Subtitle (captioning)、en:Surtitles も参照のこと）。